# Шкала Меркалли
Шкала интенсивности землетрясений Меркалли применяется для определения интенсивности землетрясения по внешним признакам, на основе данных о разрушениях. Может быть применена в том случае, когда отсутствуют прямые данные об интенсивности подземных толчков, например, из-за отсутствия соответствующего оборудования. В шкале Меркалли для определения степени интенсивности землетрясения используются римские цифры.
Шкала названа по имени Джузеппе Меркалли, который заложил основы её использования в 1883 и 1902 годах. Позднее Чарльзом Рихтером в шкалу были внесены изменения, после чего её стали называть модифицированной шкалой Меркалли (MMI). Сейчас шкала Меркалли используется в основном в США.

## Современный вид шкалы Меркалли
| l.    | Не ощущается людьми. |
| II.   | Ощущается в спокойной обстановке на верхних этажах зданий. |
| III.  | Ощущается в помещениях; кажется, будто под окнами проезжает лёгкий грузовик. Качаются висячие предметы.                                                                                                  |
| IV.   | Кажется, будто проезжает тяжёлый грузовик; звенят оконные стёкла, посуда, скрипят двери. |
| V.    | Ощущается на улице; просыпаются люди, выплескивается жидкость из посуды. |
| VI.   | Ощущается всеми; испуганные люди выбегают на улицу; трескаются штукатурка и кирпичная кладка; сдвигается и переворачивается мебель; лопаются оконные стекла.                                             |
| VII.  | Трудно стоять на ногах; ощущается водителями движущихся автомобилей; осыпается штукатурка, падают кирпичи, керамическая плитка и т.д.; звенят большие колокола; на поверхности водоёмов возникают волны. |
| VIII. | Трудно вести автомобиль; падает штукатурка, рушатся некоторые кирпичные стены, дымовые трубы, башни, памятники; обламываются ветки деревьев; в сыром грунте образуются трещины.                          |
| IX.   | Общая паника; лопаются каркасы строений и подземные трубы; образуются значительные трещины в грунте и песчаные воронки.                                                                                  |
| X.    | Рушатся большинство кирпичных кладок каркасных сооружений и фундаментов; серьезные повреждения плотин и насыпей; рушатся мосты; мощные оползни.                                                          |
| XI.   | Серьёзная деформация железнодорожных путей; полностью выходят из строя подземные трубопроводы. |
| XII.  | Практически полное разрушение; нарушение линии горизонта; взлетают в воздух отдельные предметы. |